# Слідами Чарвадарів
«Слідами Чарвадарів» (азерб. «Çarvadarlarin izi ilə») — радянська художній телефільм-драма 1974 року, знятий на кіностудії «Азербайджанфільм», є екранізацією твору Ільяса Ефендієва «Мости».

## Сюжет
Герої фільму — творці добродушних професій, які йдуть стопами своїх дідусів і бабусь, що раніше працювали на даних посадах. Основна ідея фільму — пожвавлення історії конкретного села і її атмосфери, захисту та збереження історичних пам'яток. Фільм знятий на замовлення ЦТ СРСР.

## У ролях
- Шафіга Мамедова — Сарія
- Мухтар Манієв — Гасан
- Гасан Турабов — Аділь
- Мамедрза Шейхзаманов — Алі кіши
- Лейла Бадирбейлі — Мафруза
- Сидих Гусейнов — Махмуд кіши
- Самандар Рзаєв — Самандар
- Абдул Махмудов — Гаріб
- Садагят Дадашова — Аміна
- Вафа Ісамаїлова — Малакніса

## Знімальна група
- Оригінальний текст: Ільяс Ефендієв
- Автор сценарію: Алі Гафаров
- Режисер-постановник: Тофік Ісмаїлов
- Оператор-постановник: Валерій Карімов
- Художник-постановник: Надір Зейналов
- Композитор: Назім Алівердибеков
- Звукооператор: Асад Асадов